# Death of a Unicorn
Death of a Unicorn is een Amerikaanse komische horrorfilm uit 2025 geregisseerd, geschreven en mede geproduceerd door Alex Scharfman. De film ging op 8 maart 2025 in première tijdens het South by Southwest mediafestival.

## Verhaal
De film volgt Elliot die samen met zijn dochter Ridley onderweg is naar een bijeenkomst over crisisbeheer. Alles gaat goed totdat ze per ongeluk een eenhoorn aanrijden. Elliot schakelt de hulp van zijn baas Odell in, die de eenhoorn weet te vangen en vervolgens besluit om hem te onderzoeken. Tijdens het onderzoeken ontdekken ze dat de eenhoorn beschikt over helende krachten. Odell besluit om deze eigenschap van de eenhoorn uit te buiten, maar ontdekt hierbij tevens de dodelijke gevolgen van zijn daden.

## Rolverdeling
| acteur                 | personage                        | beschrijving                                       |
| ---------------------- | -------------------------------- | -------------------------------------------------- |
| Paul Rudd              | Elliot Kintner                   | Ridley's vader                                     |
| Jenna Ortega           | Ridley Kintner                   | Elliot's dochter                                   |
| Richard E. Grant       | Odell Leopold                    | steenrijke zakenman, landeigenaar                  |
| Will Poulter           | Shepard Leopold                  | Odell's arrogante en hebzuchtige zoon              |
| Téa Leoni              | Belinda Leopold                  | Odell's vrouw                                      |
| Anthony Carrigan       | Griff                            | de butler van de familie Leopold                   |
| Jessica Hynes          | Shaw                             | de persoonlijke assistent van de familie Leopold   |
| Denise Delgado         | moeder van Ridley                |                                                    |
| Sunita Mani            | Dr. Bhatia                       | een wetenschapper, betaald door de familie Leopold |
| Steve Park             | Dr. Song                         | een wetenschapper, betaald door de familie Leopold |
| Kathryn Erbe           | stem van Tapestry-videoverteller |                                                    |
| Christine Grace Szarko | politieagent                     |                                                    |
| Tasha Lawrence         | politieagent                     |                                                    |

## Achtergrond
De film werd geregisseerd en mede geproduceerd door Alex Scharfman, daarnaast was Scharfman verantwoordelijk voor het schrijven het scenario van de film. Voor de productie werd hij bijgestaan door Lucas Joaquin, Tyler Campellone, Drew Houpt, Lars Knudsen, Tim Headington en Theresa Steele Page. De opnames van de film gingen in juli 2023 van start in Hongarije. Hoofdrollen in de film waren weggelegd voor onder anderen Paul Rudd, Jenna Ortega, Richard E. Grant, Will Poulter en Téa Leoni.

## Release en ontvangst
Death of a Unicorn ging op 8 maart 2025 in première tijdens het South by Southwest mediafestival. Twintig dagen later, op 28 maart 2025, beleefde de film zijn première in de Amerikaanse bioscopen. In Nederland werd de film op 3 april in de bioscopen uitgebracht.
De film werd door recensenten in het algemeen gemengd ontvangen. Op Rotten Tomatoes heeft de film een score van 55% op basis van 126 beoordelingen. Metacritic komt op een score van 53/100, gebaseerd op 32 beoordelingen.